# Броневой пояс
Броневой пояс — толстый слой металлической брони, расположенный на внешней поверхности бортов или с внутренней стороны корпуса военных кораблей, обычно броненосцев, линкоров, крейсеров и линейных крейсеров, а также авианосцев, переоборудованных под новые задачи из указанных выше типов судов.

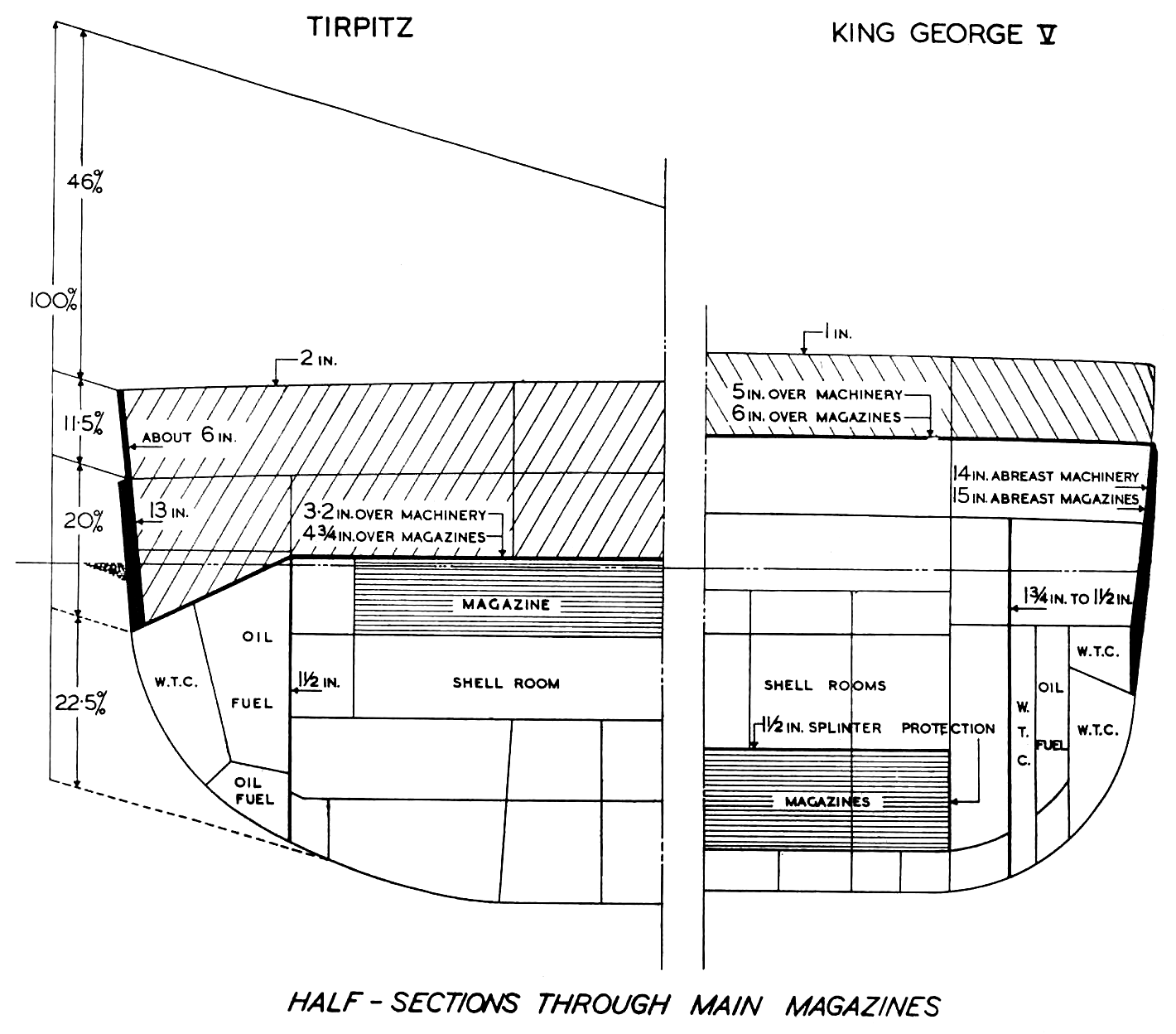
Броня и подводная защита линкоров «Тирпиц» и «Кинг Джордж V»

Схема расположения элементов корабельной брони. «А» — броневой пояс. «D» — противоторпедная переборка.

В большинстве случаев основной бронепояс защищает участок борта от главной палубы и до определённого уровня ниже ватерлинии корабля. Если броневой пояс встраивается в корпус вместо того, чтобы формировать внешнюю его часть, то он располагается под углом для увеличения защиты.
При попадании в военный корабль артиллерийского снаряда (с земли или другого судна) или подводной торпеды, броневой пояс предотвращает проникновение поражающих элементов внутрь корабля, являясь либо препятствием для фугасной части, либо отводя снаряд (а также силу взрыва) благодаря наклонному расположению брони. Зачастую основные плиты бронепояса дополняли противоторпедные переборки, расположенные несколькими метрами позади и служащие для сохранения водонепроницаемости корпуса при повреждении основной части брони. Кроме этого, в некоторых проектах отсеки, примыкающие к бронепоясу, заполнялись резервуарами с нефтью, морской или пресной водой. Жидкость в цистернах поглощает или рассеивает энергию взрыва боеголовок и снарядов. В других случаях, как это иллюстрировано на чертеже поперечного разреза «Кинг Джорджа V» и «Тирпица», прилагающие отсеки оставлялись пустыми, позволяя взрывной волне частично рассеяться, в то время как последующие «жидкие» слои защиты поглощают любые осколки и рассредотачивают энергию детонации по более широкой площади, конструктивные же переборки предотвращают появление протечек из этих отсеков.
В бою подводная часть судна может быть серьёзно повреждена не только торпедами, но также и снарядами тяжёлой палубной артиллерии, которые упадут вблизи бортов цели. Эти снаряды, особенно бронебойные, могут преодолеть определённое расстояние под водой, пробить корпус ниже ватерлинии и сдетонировать. Такие попадания представляют серьёзную угрозу затопления, как и в случае с торпедами.
Воздушное пространство между броневым поясом и корпусом также добавляет судну плавучести. Помимо этого такая конструкция часто выполнялась в качестве дополнительной защиты от торпед и артиллерийских снарядов, как это указывалось выше. Некоторые типы боевых кораблей несли броневые пояса меньшей толщины, чем то требовалось для их защиты. Как правило, такое конструкторское решение применялось на линейных крейсерах и авианосцах для уменьшения веса, что положительно сказывалось на скоростных качествах кораблей, поскольку приоритетной, для этих типов судов, являлась быстрая переброска ударной силы или, в случае авианосцев, соответствие скоростных возможностей требованиям для взлёта и посадки военных самолётов. Эта процедура выполняется при движении авианосца против ветра. Почти все большие корабли этого типа имели скорость порядка 30 узлов и больше: для примера, систершипы «USS Лексингтон (CV-2)» и «USS Саратога (CV-3)», второй и третий авианосцы, поступившие на вооружение Военно-морских сил США в 1927 году, были выполнены на базе корпусов линейных крейсеров с мощными двигательными установками, получив в результате превосходные скоростные характеристики.